# Manica bradleyi
Manica bradleyi är en myrart som först beskrevs av Wheeler 1909.  Manica bradleyi ingår i släktet Manica och familjen myror. Inga underarter finns listade i Catalogue of Life.

## Bildgalleri

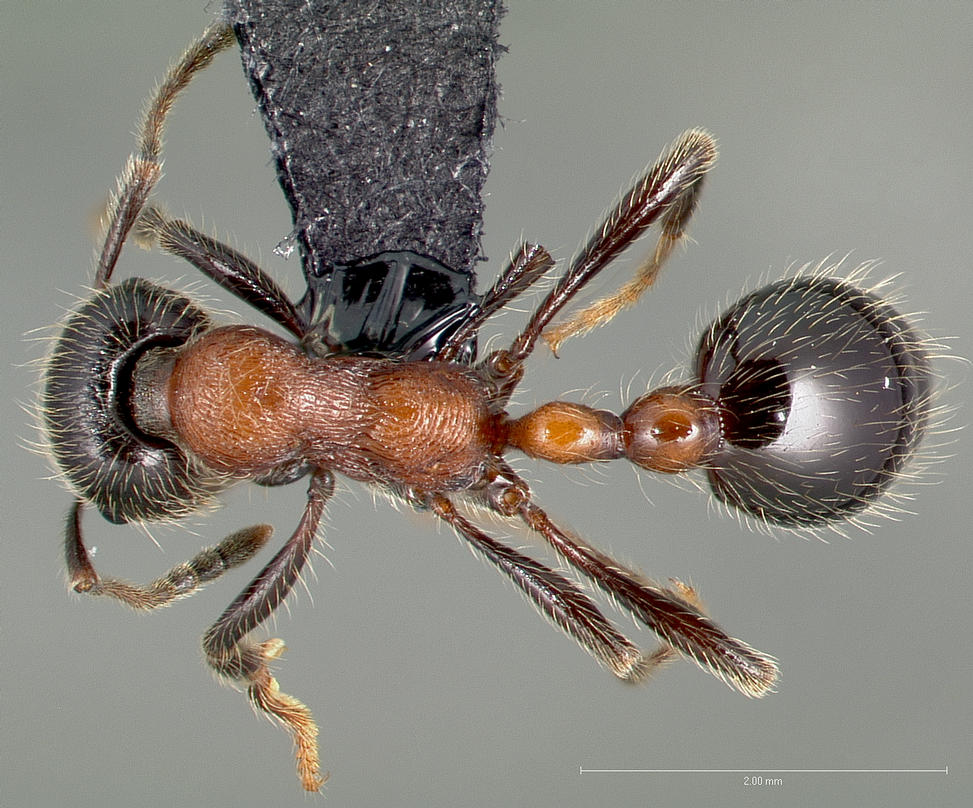
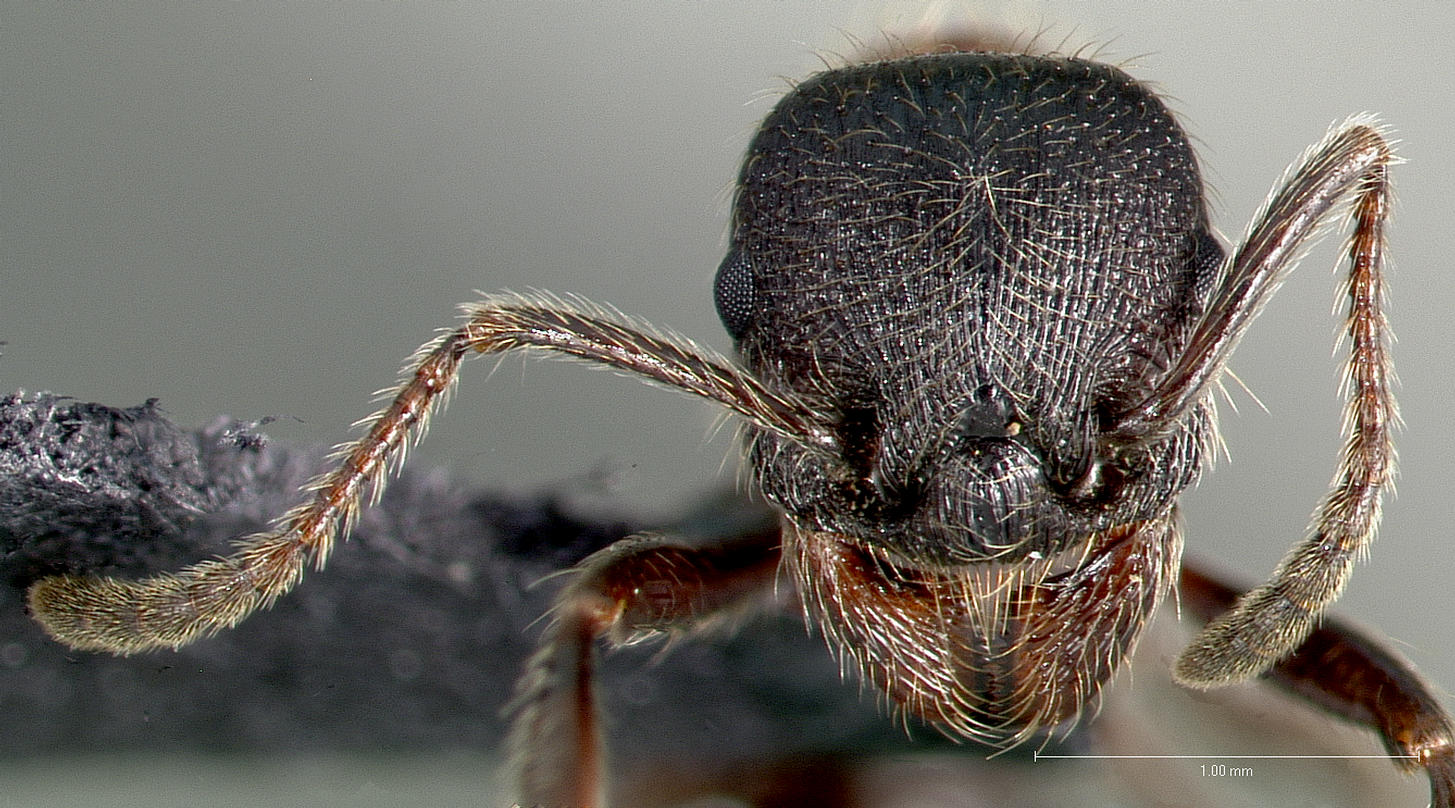
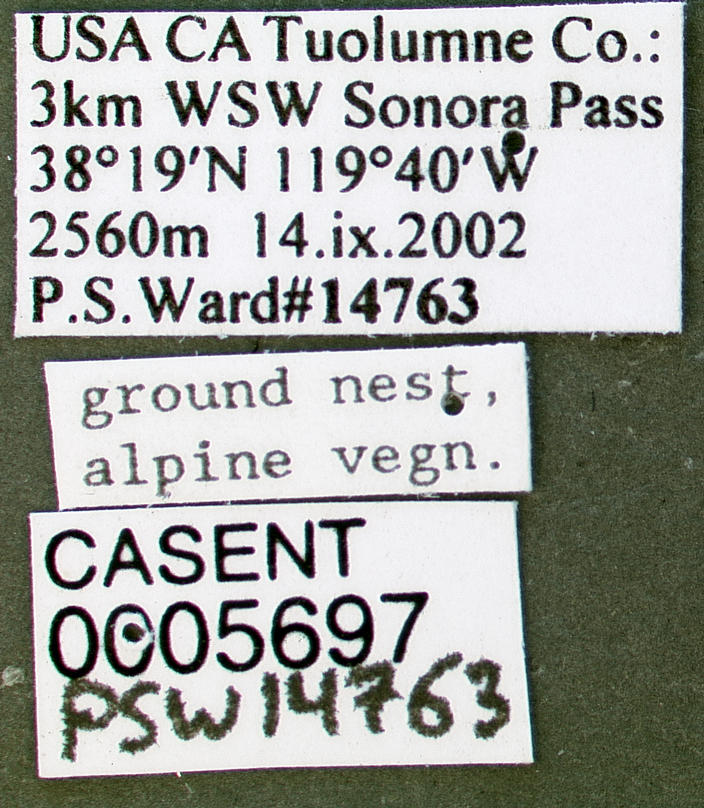
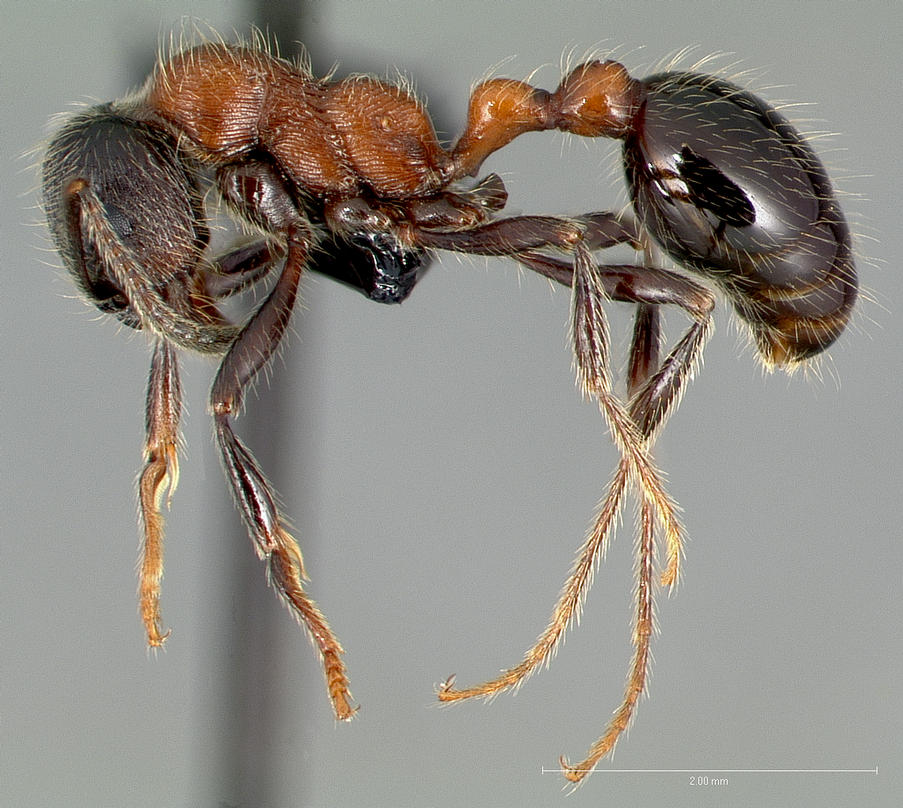